# Panionios de Atenas
El Paniōnios Gymnastikos Syllogos Smyrnīs (en griego: Πανιώνιος Γυμναστικός Σύλλογος Σμύρνης; traducido como "Asociación de Gimnasia Panionios de Esmirna") es la sección de fútbol de la sociedad polideportiva griega Panionios que juega en Nea Smirni, Atenas y sus colores son rojo y azul. Juega en la Segunda Superliga de Grecia.

## Historia
Este club fue fundado en 1890 en Esmirna, Turquía). Esmirna tuvo una floreciente población helénica en su época, con clubes atléticos, escuelas, etc. Esta fue la continuación de la presencia y prevalencia de la cultura griega en la zona desde tiempos inmemoriables (cf. ancient Jonia). Tras la catástrofe de Asia Menor, la cual vio la expulsión de la población griega de Anatolia por el prevaleciente ejército turco de Kemal Ataturk en 1922, los refugiados provenientes de Esmirna en Atenas fundaron el suburbio de Nea Smyrni (Nueva Esmirna en griego), y Panionios prosiguió ahí sus actividades deportivas. 
Desde diciembre de 2001, se ha cambiado a Panionios N.F.C, para evitar el descenso de la primera división a divisiones más bajas, debido a dificultades financieras (trabajando básicamente alrededor de la legislación sobre bancarrotas). El nombre original del club había sido Πανιώνιος Γυμναστικός Σύλλογος Σμύρνης (Panionios Gymnastikos Syllogos Smyrnhs, PGSS), el cual se traduce a Asociación Gimnástica Paniónica de Esmirna. Este es actualmente el nombre del club de deportes amateur del cual se desarrolló el Panionios NFC.
Panionios ha producido a tres principales atacantes griegos de los años ochenta, a saber Nikos Anastopoulos (más tarde del Olympiakos), Thomas Mavros (más tarde del AEK Atenas FC), y Dimitris Saravakos (más tarde del Panathinaikos FC). Otros jugadores notables que salieron de este club se incluyen Nikos Tsiantakis (más tarde del Olympiacos FC) y Takis Fyssas, (más tarde del Panathinaikos) y miembro de la selección de Grecia que ganó la Euro 2004).

## Palmarés

### Torneos nacionales
- Copa de Grecia (2): 1979 y 1998
- Campeonato de Atenas (1): 1951

### Torneos internacionales
- Copa de los Balcanes (1): 1971

## Participación en competiciones europeas
| Temporada | Torneo                 | Ronda             | Club             | Casa | Visita | Cómputo global |
| --------- | ---------------------- | ----------------- | ---------------- | ---- | ------ | -------------- |
| 1964–65   | Copa Intertoto         | Grupo C1          | Malmö FF         | 1–1  | 1–5    |                |
| 1964–65   | Copa Intertoto         | Grupo C1          | Dinamo Zagreb    | 2–2  |        |                |
| 1964–65   | Copa Intertoto         | Grupo C1          | Toulouse         | 0–3  |        |                |
| 1969–70   | Inter-Cities Fairs Cup | 1                 | Hansa Rostock    | 2–0  | 0–3    | 2-3            |
| 1971–72   | UEFA Cup               | 1                 | Atlético Madrid  | 1–0  | 1–2    | 2-2            |
| 1971–72   | UEFA Cup               | 2                 | Ferencváros      | 0–2  | 0–6    | 0-8            |
| 1979–80   | UEFA Cup Winners' Cup  | 1                 | Twente           | 4–0  | 1–3    | 5-3            |
| 1979–80   | UEFA Cup Winners' Cup  | 2                 | IFK Göteborg     | 1–0  | 0–2    | 1-2            |
| 1987–88   | UEFA Cup               | 1                 | Toulouse         | 0–1  | 1–5    | 1-6            |
| 1998–99   | UEFA Cup Winners' Cup  | 1                 | FC Haka          | 2–0  | 3–1    | 5-1            |
| 1998–99   | UEFA Cup Winners' Cup  | 2                 | Apollon Limassol | 3–2  | 1-0    | 4-2            |
| 1998–99   | UEFA Cup Winners' Cup  | 1/4 de final      | Lazio            | 0–4  | 0-3    | 0-7            |
| 2003–04   | UEFA Cup               | 1                 | FC Nordsjælland  | 2–1  | 1–0    | 3-1            |
| 2003–04   | UEFA Cup               | 2                 | Barcelona        | 0–3  | 0–2    | 0-5            |
| 2004–05   | UEFA Cup               | 1                 | Udinese          | 3–1  | 0–1    | 3-2            |
| 2004–05   | UEFA Cup               | Grupo D           | Newcastle United | 0–1  |        | 4º Lugar       |
| 2004–05   | UEFA Cup               | Grupo D           | Sporting CP      |      | 1–4    | 4º Lugar       |
| 2004–05   | UEFA Cup               | Grupo D           | Dinamo Tbilisi   | 5–2  |        | 4º Lugar       |
| 2004–05   | UEFA Cup               | Grupo D           | Sochaux          |      | 0–1    | 4º Lugar       |
| 2007–08   | UEFA Cup               | 1                 | Sochaux          | 0–1  | 2–0    | 2-1            |
| 2007–08   | UEFA Cup               | Grupo H           | Helsingborgs IF  |      | 1–1    | 4º Lugar       |
| 2007–08   | UEFA Cup               | Grupo H           | Galatasaray      | 0–3  |        | 4º Lugar       |
| 2007–08   | UEFA Cup               | Grupo H           | Austria Wien     |      | 1–0    | 4º Lugar       |
| 2007–08   | UEFA Cup               | Grupo H           | Bordeaux         | 2–3  |        | 4º Lugar       |
| 2008      | UEFA Intertoto Cup     | 2                 | OFK Beograd      | 3–1  | 0–1    | 3-2            |
| 2008      | UEFA Intertoto Cup     | 3                 | Napoli           | 0–1  | 0–1    | 0-2            |
| 2017-18   | UEFA Europa League     | 2ª Clasificatoria | ND Gorica        | 2–0  | 3–2    | 5-2            |
| 2017-18   | UEFA Europa League     | 3ª Clasificatoria | Maccabi Tel Aviv | 0–1  | 0–1    | 0-2            |